# Rosanne Cash
Rosanne Cash (Memphis, 24 maggio 1955) è una cantante e compositrice statunitense.

## Biografia
Rosanne è la prima figlia di Johnny Cash e della sua prima moglie Vivian Liberto. Anche se molto spesso è classificata come artista country, la sua musica si dipana in altri generi, in particolar modo include il folk, il pop, il rock and roll e il blues. Ha ricevuto un Grammy Award come Best Female Vocalist - Country nel 1986 per il singolo I Don't Know Why You Don't Want Me.

## Discografia

### Album
- 1978 - Rosanne Cash
- 1979 - Right or Wrong
- 1981 - Seven Year Ache
- 1982 - Somewhere in the Stars
- 1985 - Rhythm & Romance
- 1987 - King's Record Shop
- 1990 - Interiors
- 1993 - The Wheel
- 1996 - Ten Song Demo
- 2003 - Rules of Travel
- 2006 - Black Cadillac
- 2009 - The List
- 2014 - The River & The Thread

### Compilation
- 1989 - Hits 1979 -1989
- 1995 - Retrospective
- 1996 - The Country Side
- 1998 - Super Hits
- 2003 - The Essential Rosanne Cash
- 2005 - The Very Best of Rosanne Cash

### Singoli
- 1979	"No Memories Hangin' Round" (con Bobby Bare)
- 1980	"Couldn't Do Nothin' Right"
- 1980	"Take Me, Take Me"
- 1981	"Seven Year Ache"
- 1981 - "My Baby Thinks He's a Train"
- 1982 - "Blue Moon with Heartache"
- 1982 - "Ain't No Money"
- 1983 - "I Wonder"
- 1983 - "It Hasn't Happened Yet"
- 1985 - "I Don't Know Why You Don't Want Me"
- 1985 - "Never Be You"
- 1986 - "Hold On"
- 1986 - "Second to No One
- 1987 - "The Way We Make a Broken Heart"
- 1987 - "Tennessee Flat Top Box"
- 1988 - "It's Such a Small World" (con Rodney Crowell)
- 1988 - "If You Change Your Mind"
- 1988 - "Runaway Train"
- 1989 - "I Don't Want to Spoil the Party"
- 1989 - "Black and White"
- 1990 - "What We Really Want"
- 1991 - "On the Surface"